# Людников Іван Ілліч
Іван Ілліч Людников (26 вересня 1902 — 22 квітня 1976) — радянський військовий діяч. Герой Радянського Союзу (1943). Депутат Верховної Ради СРСР 2-3-го скликань. Депутат Верховної Ради УРСР 4-го скликання. Член Ревізійної комісії КП(б)У в 1949—1952 роках. Кандидат у члени ЦК КПУ в 1956—1960 роках.

## Біографія
Народився в селі Крива Коса Області війська Донського (тепер селище Сєдове Новоазовського району Донецької області України) у сім'ї робітника. З 1913 року працював разом із батьком на шахті № 2 Щегловського кам'яновугільного рудника в Юзівці, спершу вибиральником породи, з 1914 року — камеронщиком на насосах, з 1915 — учнем токаря майстерень шахти, з 1916 — токарем майстерень шахти.
З жовтня 1917 року — доброволець-червоногвардієць Юзівського загону Червоної Гвардії. З 1918 року — кулеметник на Південному фронті, червоноармієць 1-го кавалерійського полку 42-ї стрілецької дивізії 1-ї Кінної Армії. У 1920 році служив червонофлотцем Маріупольської військово-морської бази Азовської флотилії Південного фронту на канонерському човні «Знамя социализма».
У серпні 1922 — січні 1923 р. — курсант 94-ї піхотних командних курсів Українського Військового округу. У січні 1923 — серпні 1925 р. — курсант Одеської піхотної школи.
Член ВКП(б) з 1925 року.
З 1925 року — командир взводу і роти в 13-й Дагестанській стрілецькій дивізії, потім — курсовий командир і начальник штабу батальйону у Владикавказькій піхотній школі. У 1930 році навчався на кулеметних курсах при курсах «Постріл». У квітні 1935 — вересні 1938 р. — слухач Військової Академії імені Фрунзе.
У серпні 1938 — квітні 1939 р. — офіцер з особливих доручень 1-го відділу Червоної Армії. У квітні — листопаді 1939 р. — начальник 2-го відділення 13-го управління Червоної Армії. У листопаді 1939 — березні 1941 р. — начальник Житомирського піхотного училища.
Учасник німецько-радянської війни. У березні — листопаді 1941 р. — командир 200-ї стрілецької дивізії Київського особливого військового округу. У листопаді 1941 — березні 1942 р. — командир 16-ї окремої курсантської бригади Північно-Кавказького військового округу. У березні — квітні 1942 р. — командир 390-ї стрілецької дивізії. У травні 1942 — лютому 1943 р. — командир 138-ї стрілецької дивізії на Південно-Західному, Сталінградському та Донському фронтах. У лютому — червні 1943 р. — командир 70-ї гвардійської стрілецької (колишньої 138-ї стрілецької) дивізії.
У червні 1943 — травні 1944 р. — командир 15-го стрілецького корпусу 13-ї армії Центрального фронту.
У травні 1944 — червні 1947 р. — командувач 39-ї армії 3-го Білоруського та Забайкальського фронтів. До 1947 року — комендант Порт-Артура та командувач Угрупування радянських військ на Ляодунському півострові Китаю.
У листопаді 1947 — квітні 1948 р. — командувач 10-ї гвардійської армії Ленінградського військового округу. У квітні 1948 — грудні 1949 р. — командувач 13-ї армії Прикарпатського військового округу.
У грудні 1949 — листопаді 1951 р. — заступник головнокомандувача Групи радянських окупаційних військ у Німеччині.
У листопаді 1951 — листопаді 1952 р. — слухач Вищих академічних курсів при Академії Генштабу. У листопаді 1952 — вересні 1954 р. — заступник командувача військами Одеського військового округу.
У вересні 1954 — липні 1956 р. — командувач військами Таврійського військового округу. У липні 1956 — березні 1959 р. — головний військовий радник Міністерства оборони Народної Республіки Болгарія.
У березні 1959 — листопаді 1963 р. — начальник Вищих стрілецько-тактичних курсів удосконалення командного складу піхоти «Постріл». У листопаді 1963 — липні 1968 р. — начальник факультету Військової академії Генерального штабу Збройних сил СРСР.
З 1968 генерал-полковник Людников Іван Ілліч у відставці. Жив у Москві. Помер 22 квітня 1976 року у віці 73 років. Тіло було кремовано, а урну з прахом поховано в колумбарії Новодівичого кладовища.

## Звання
- полковник
- генерал-майор (27.01.1943)
- генерал-лейтенант (25.09.1943)
- генерал-полковник (5.05.1945)

## Нагороди

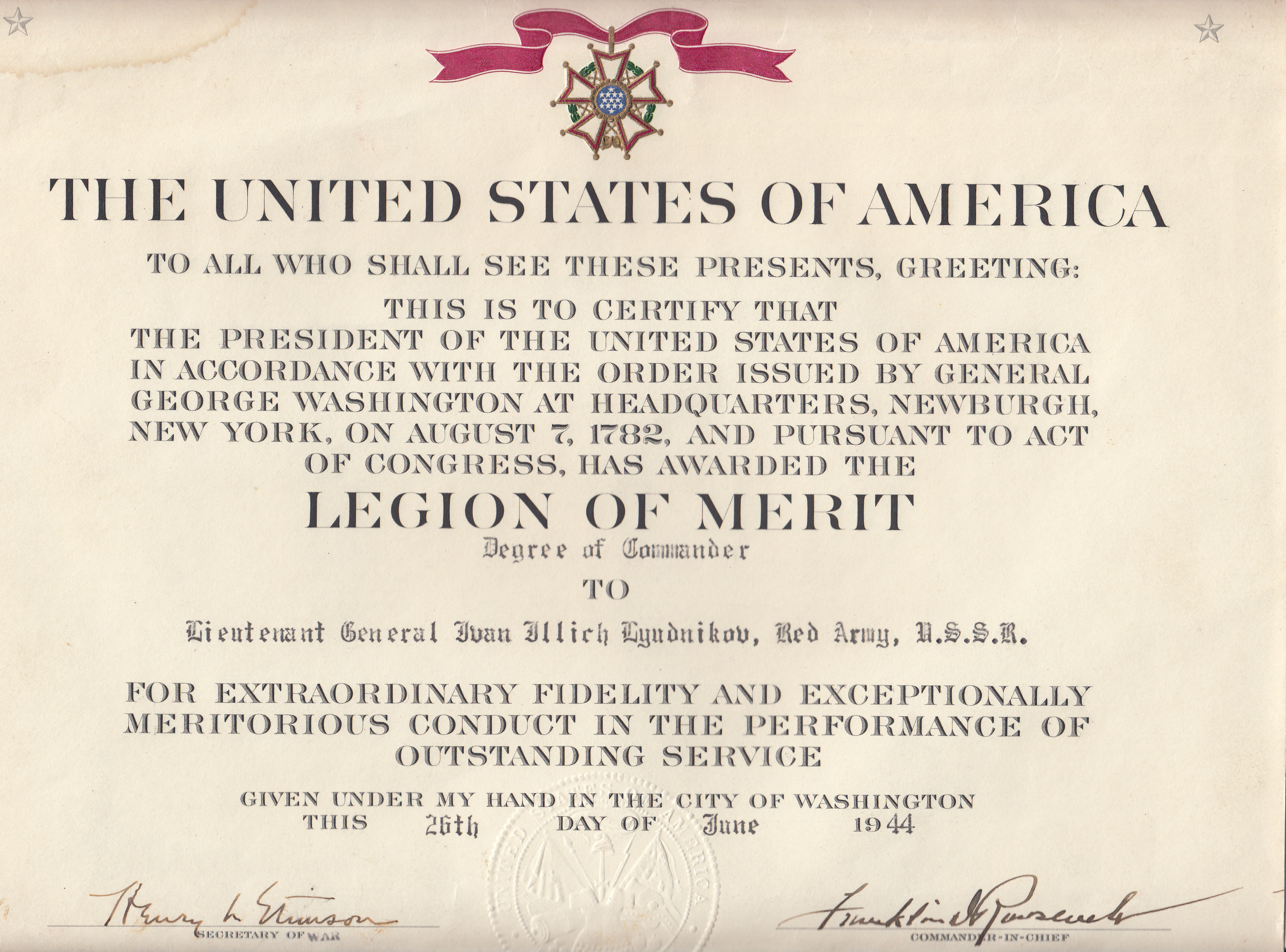
Грамота командора Легіону Заслуг генерал-полковника Людникова.

- Герой Радянського Союзу (16.10.1943)
- три ордена Леніна (22.02.1943, 16.10.1943, 21.02.1945);
- п'ять орденів Червоного Прапора (27.03.1942, 27.08.1943, 3.11.1944, .02.1968);
- три ордена Суворова 1-го ступеня (4.07.1944, 19.04.1945, 8.09.1945);
- орден Суворова 2-го ступеня (16.9.1943);
- орден Богдана Хмельницького 2-го ступеня (10.01.1944);
- Особливий орден «Кньгуй» на широкій стрічці через плече № 139, Китай (.09.1945)
- Орден «Легіон Заслуг» ступеня командора, США (26.06.1944)
- Командор ордену Почесного легіону, Франція (13.07.1945)
- медалі
- Почесний громадянин Вітебська